# Масляные краски

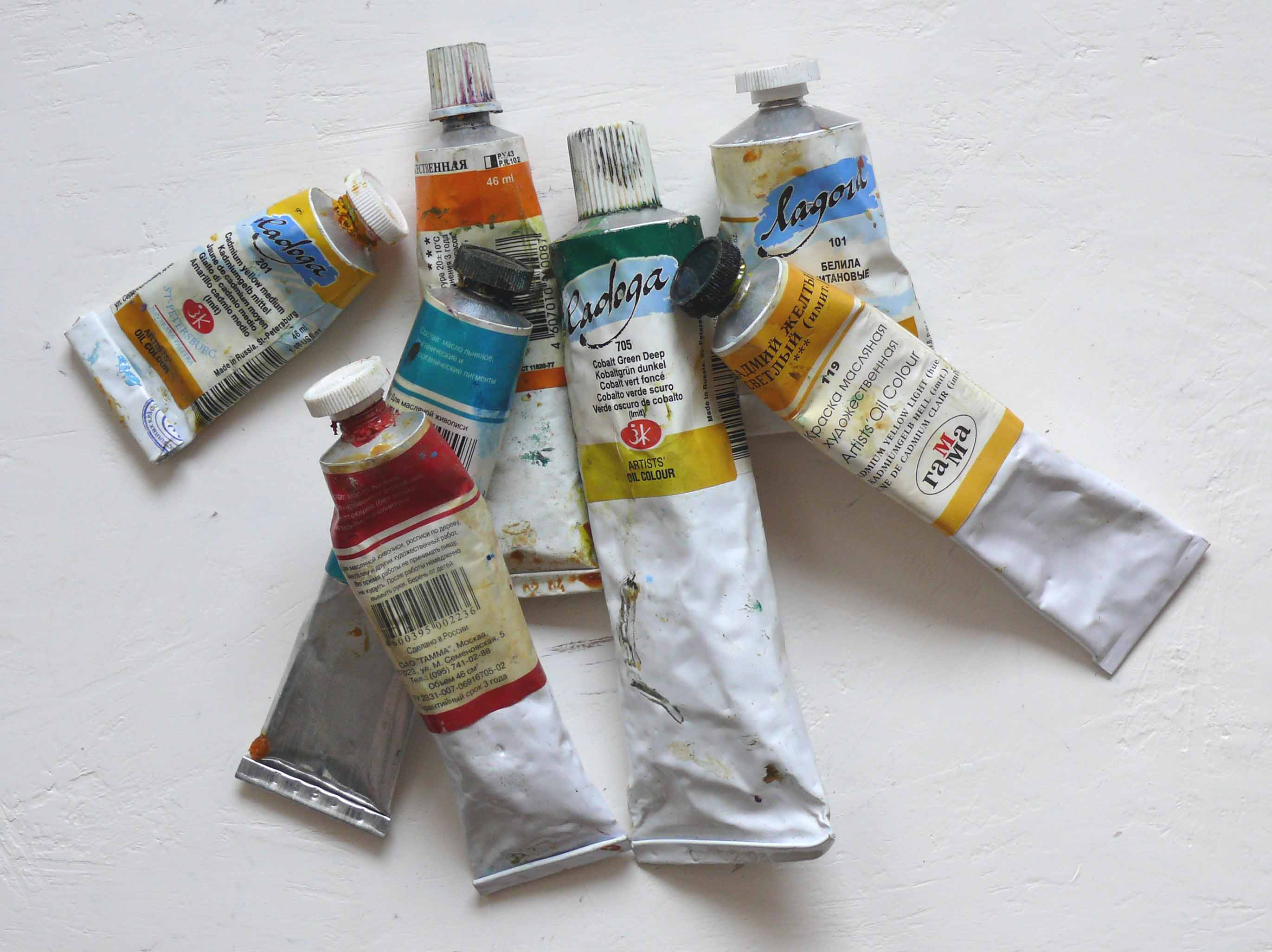
Художественные масляные краски в тубах

Ма́сляные кра́ски — ряд лакокрасочных материалов, представляющих собой суспензии неорганических пигментов и наполнителей в высыхающих растительных маслах или олифах (чаще всего комбинированной или синтетической либо на основе алкидных смол), иногда с добавкой вспомогательных веществ. Применяются в живописи или для окраски деревянных, металлических и других поверхностей, в зависимости от вида краски.

## Пигменты
Пигменты придают краскам определённый цвет; даже в случае приготовления белых красок добавка пигментов просто необходима для получения чистого белого цвета.
Пигменты могут влиять на свойства полученных с их использованием красок (и получаемых из них покрытий) — например ускорять или замедлять отверждение, уменьшать коррозию, изменять срок службы покрытия и т. п.
Пигменты делятся на ахроматические (черно-белой гаммы) и хроматические (цветные), и могут быть как органическими, так и неорганическими веществами. В масляных красках применяются органические и неорганические пигменты.
Основные неорганические пигменты:
| Класс          | Тип                                         | Пигменты |
| -------------- | ------------------------------------------- | --- |
| Ахроматические | Белые                                       | Цинковые, титановые, свинцовые белила, литопон |
| Ахроматические | Чёрные                                      | Технический углерод (сажа), графитовая пудра и различные черни |
| Ахроматические | Серые, или Металлические                    | Цинковая, бронзовая, латуневая, алюминиевая пудра |
| Хроматические  | Железооксидные (красно-желтые и коричневые) | Метагидроксид железа (жёлтый), Марс жёлтый (Fe(OH)3), Оксид железа(III) (красный), Марс красный, коричные смеси (FeO + Fe2O3), Марс коричневый, охра и сиена безводные (оттенки охра-красного), охра и сиена жженые (красный), железный сурик                                                                        |
| Хроматические  | Свинцовые                                   | Глёт (PbO), свинцовый сурик (очень хороший для красок по железу), Хромовый жёлтый (жёлтая свинцовая крона, PbCrO4 и PbCrO4•nPbSO4), Хромовый красный (красно-оранжевая свинцовая крона, PbCrO4•PbO) |
| Хроматические  | Прочие                                      | Кадмий-цинк-сульфид (CdS•nZnS), цинковые кроны, сульфид-селенит кадмия (CdS•nCdSe), оксид хрома (Cr2O3), железная лазурь, ультрамарин, Кобальт красный, Кобальт зелёный (CoO•nZnO), Кобальт синий (CoO•Al2O3), Кобальт фиолетовый светлый (CoNH4PO4) и темный (Co3(PO4)2, свинцовая зелень, комбинированные и другие |

## Вспомогательные вещества и наполнители
Наполнителями, которые применяют, главным образом, для экономии пигментов, служат тальк, каолин, слюда и другие. В качестве вспомогательных компонентов в состав масляных красок вводят ускорители высыхания (сиккативы) — растворимые в олифах соли кобальта, марганца, свинца, а также поверхностно-активные вещества; последние облегчают диспергирование пигментов и наполнителей при получении масляных красок.

## Виды масляных красок
В промышленности выпускают масляные краски двух видов: так называемые густотёртые (пастообразные) и готовые к использованию (жидкие). При получении густотёртых масляных красок сначала готовят в смесителе однородную пигментную пасту, а затем растирают её на краскотёрках. Готовые к использованию масляные краски получают путём перемешивания всех компонентов в шаровых мельницах или разбавлением густотёртых красок олифой.

## Использование масляных красок
Масляные краски наносят на поверхность кистью, валиком, распылением. Нельзя наносить масляные краски толстым слоем.
Образование плёнки при высыхании слоя масляных красок обусловлено окислительной полимеризацией растительных масел.
Скорость высыхания и свойства плёнки зависят от типа масла и пигмента, а также от условий сушки (температуры, освещённости). Плёнки масляных красок, высушенные при комнатной температуре, характеризуются невысокой твёрдостью и водостойкостью и разрушаются под действием щелочей. При повышении температуры сушки показатели плёнок улучшаются. Например, плёнки, высушенные при 250—300°С, стойки в слабых растворах щелочей.
Масляные краски просты в применении, дёшевы. Основная область их использования — окраска стен, крыш и т. д.

## Художественные масляные краски
Помимо масляных красок общего назначения, важное значение имеют также художественные масляные краски, которые готовят растиранием пигментов в отбелённом рафинированном льняном масле (иногда с добавками орехового и других высыхающих масел). Эти масляные краски наносят на предварительно загрунтованные поверхности.